# Royce D. Applegate
Royce Dwayne Applegate, född 25 december 1939 i Midwest City i Oklahoma, död 1 januari 2003 i Hollywood Hills i Los Angeles i Kalifornien, var en amerikansk skådespelare. Han var mest känd som Manilow Crocker i serien Seaquest DSV.
Applegate spelade James L. Kemper i två filmer, nämligen Gettysburg (1993) och Gods and Generals (2003). Han omkom i en brand på nyårsdagen 2003.

## Filmografi
- 1971 – Gänget (TV-serie) (1 avsnitt)
- 1979 – Charlies änglar (TV-serie) (1 avsnitt)
- 1979 – Kampen om Colorado (TV-serie) (1 avsnitt)
- 1979 – Starsky och Hutch (TV-serie) (1 avsnitt)
- 1980 – Dallas (TV-serie) (1 avsnitt)
- 1981 – Det våras för världshistorien del 1
- 1981 – Lilla huset på prärien (TV-serie) (1 avsnitt)
- 1982 – Spanarna på Hill Street (TV-serie) (1 avsnitt)
- 1982 – T.J. Hooker (TV-serie) (1 avsnitt)
- 1983 – Dynastin (TV-serie) (1 avsnitt)
- 1984 – Splash
- 1988 – Maktkamp på Falcon Crest (TV-serie) (1 avsnitt)
- 1988 – Rain Man (röst)
- 1989–1991 – Quantum Leap (TV-serie) (2 avsnitt)
- 1990 – Twin Peaks (TV-serie) (2 avsnitt)
- 1991 – Beverly Hills (TV-serie) (1 avsnitt)
- 1992 – Het sand
- 1993 – Gettysburg
- 1993–1994 – Seaquest DSV (TV-serie) (23 avsnitt)
- 1994 – Getaway - rymmarna
- 1995 – Tummen mitt i handen (TV-serie) (1 avsnitt)
- 1995 – Under belägring 2
- 1998 – Dr. Dolittle (röstroll)
- 1998 – På heder och samvete (TV-serie) (1 avsnitt)
- 2000 – CSI: Crime Scene Investigation (TV-serie) (1 avsnitt)
- 2000 – Josef: Drömmarnas Konung (röstroll)
- 2000 – O Brother, Where Art Thou?
- 2003 – Intolerable Cruelty
- 2003 – Seabiscuit